# Монаган, Доминик
Доминик Бернард Патрик Люк Монаган (англ. Dominic Bernard Patrick Luke Monaghan; род. 8 декабря 1976, Берлин, Германия) — британский актёр кино и телевидения, известный по кинотрилогии «Властелин колец» (2001—2003) и сериалу «Остаться в живых» (2004—2010). Был номинирован на премию «Сатурн» как лучший телеактёр второго плана за роль Чарли Пэйса в сериале «Остаться в живых».

## Биография
Доминик Монаган родился в Берлине, Германия. Мать — медсестра, отец — учитель. У Монагана есть старший брат Мэттью, по профессии — учитель, певец и музыкант. Когда Доминику было 11 лет, его семья переехала в Большой Манчестер, а после этого — в сам Манчестер. Доминик свободно владеет двумя языками — английским и немецким.
Желание стать актёром у Доминика появилось ещё в детстве после просмотра «Звёздных войн». В школе он играл в различных постановках, таких как: «Приключения Оливера Твиста» и «Рождественская песнь в прозе». Как актёр, Доминик Монаган известен ролями Мериадока Брендибака в трилогии «Властелин колец», Чарли Пэйса в сериале «Остаться в живых» и Саймона Кэмпоса в сериале «Вспомни, что будет».
С 2004 года Монаган встречался с Эванджелин Лилли. В 2005 году состоялась помолвка, но позже Монаган и Лилли расстались.
Монаган является болельщиком ФК «Манчестер Юнайтед». Он любит природу и активно занимается посадкой деревьев и кактусов. Купил манговый лес в Индии. С детства интересуется насекомыми и рептилиями и держит экзотических домашних животных, в том числе богомола-листоеда по имени Гизмо, паука-черную вдову по имени Ведьмитар и змею-альбиноса по имени Блинк.

## Фильмография
| Год          |    | Русское название                       | Оригинальное название                             | Роль                     |
| ------------ | -- | -------------------------------------- | ------------------------------------------------- | ------------------------ |
| 1996—1998    | с  | Расследования Хэтти Уэйнтропп          | Hetty Wainthropp Investigates                     | Джефри                   |
| 1997         | тф | Враждебные воды                        | Hostile Waters                                    | Саша                     |
| 2001         | ф  | Властелин колец: Братство кольца       | The Lord of the Rings: The Fellowship of the Ring | Мериадок Брендибак       |
| 2002         | ф  | Властелин колец: Две крепости          | The Lord of the Rings: The Two Towers             | Мериадок Брендибак       |
| 2003         | ф  | Властелин колец: Возвращение короля    | The Lord of the Rings: The Return of the King     | Мериадок Брендибак       |
| 2004—2010    | с  | Остаться в живых                       | Lost                                              | Чарли Пейс               |
| 2008         | ф  | Я торгую мертвецами                    | I Sell The Dead                                   | Артур Блейк              |
| 2009         | с  | Чак                                    | Chuck                                             | Тайлер Мартин            |
| 2009         | ф  | Люди Икс: Начало. Росомаха             | X-Men Origins: Wolverine                          | Крис Брэдли / Болт       |
| 2009—2010    | с  | Вспомни, что будет                     | FlashForward                                      | Саймон Кэмпос            |
| 2010         | с  | Top Gear: USA                          | Top Gear: USA                                     | в роли самого себя       |
| 2011         | ф  | Судный день                            | The Day                                           | Рик                      |
| 2012         | ф  | Солдаты удачи                          | Soldiers of Fortune                               | Син                      |
| 2012         | ф  | Турне миллионера                       | The Millionaire Tour                              | Каспер                   |
| 2012 — н. в. | с  | Доминик Монаган и самые дикие существа | Wild Things With Dominic Monaghan                 | в роли самого себя       |
| 2015         | с  | Код 100                                | 100 Code                                          | Томми Конли              |
| 2016         | ф  | Питомец                                | Pet                                               | Сэт                      |
| 2016         | ки | Квантовый разлом                       | Quantum Break                                     | Уильям Джойс             |
| 2018         | ф  | Немой                                  | Mute                                              | Освальд                  |
| 2019         | ф  | Радиовспышка                           | Radioflash                                        | Крис                     |
| 2019         | ф  | Звёздные войны: Скайуокер. Восход      | Star Wars: The Rise of Skywalker                  | Бомонт Кин               |
| 2021         | ф  | Край света                             | Edge of the World                                 | полковник Артур Крукшанк |
| 2021         | ф  | Вальдо                                 | Last looks                                        | Уоррен Гомес             |
| 2022         | мс | —                                      | The Legend of Vox Machina                         | Арчибальд Десне(озвучка) |

## Музыкальные клипы
| Год  | Исполнитель           | Клип                   | Роль     | Альбом   |
| ---- | --------------------- | ---------------------- | -------- | -------- |
| 2010 | Эминем (feat. Рианна) | «Love the Way You Lie» | бойфренд | Recovery |

## В науке
В 2013 году в честь Монагана назван вид пауков Ctenus monaghani, обитающий в лесах Лаоса.